# Лесной слизень
Лесной слизень (лат. Arion ater) — вид наземных стебельчатоглазых брюхоногих моллюсков рода арионы (Arion) из семейства арионид (Arionidae). По внешним признакам неотличим от Arion rufus и сходен с Arion vulgaris, но отличается строением половой системы.

## Описание
Слизень достигает длины от 10 до 15 см. Половозрелой считается особь, достигшая 2,5 см в длину.
Лесной слизень имеет обычно чёрную окраску, но на самом деле окраска вида очень разнообразна, встречаются особи даже белого цвета. Молодые особи имеют коричневый окрас, который остаётся или со временем меняется.

## Распространение
Лесной слизень встречается в северной части Европы (включая Британские острова) и на Тихоокеанском Северо-Западе.

## Экология
Лесной слизень в основном ночное животное и избегает солнечного света. Является всеядным, питаясь падалью, грибами, живой и мёртвой растительностью.

## Охрана
Вид занесён в Красную книгу Великобритании, Ирландии, Германии, под категорией Not Evaluated (NE).

## Галерея

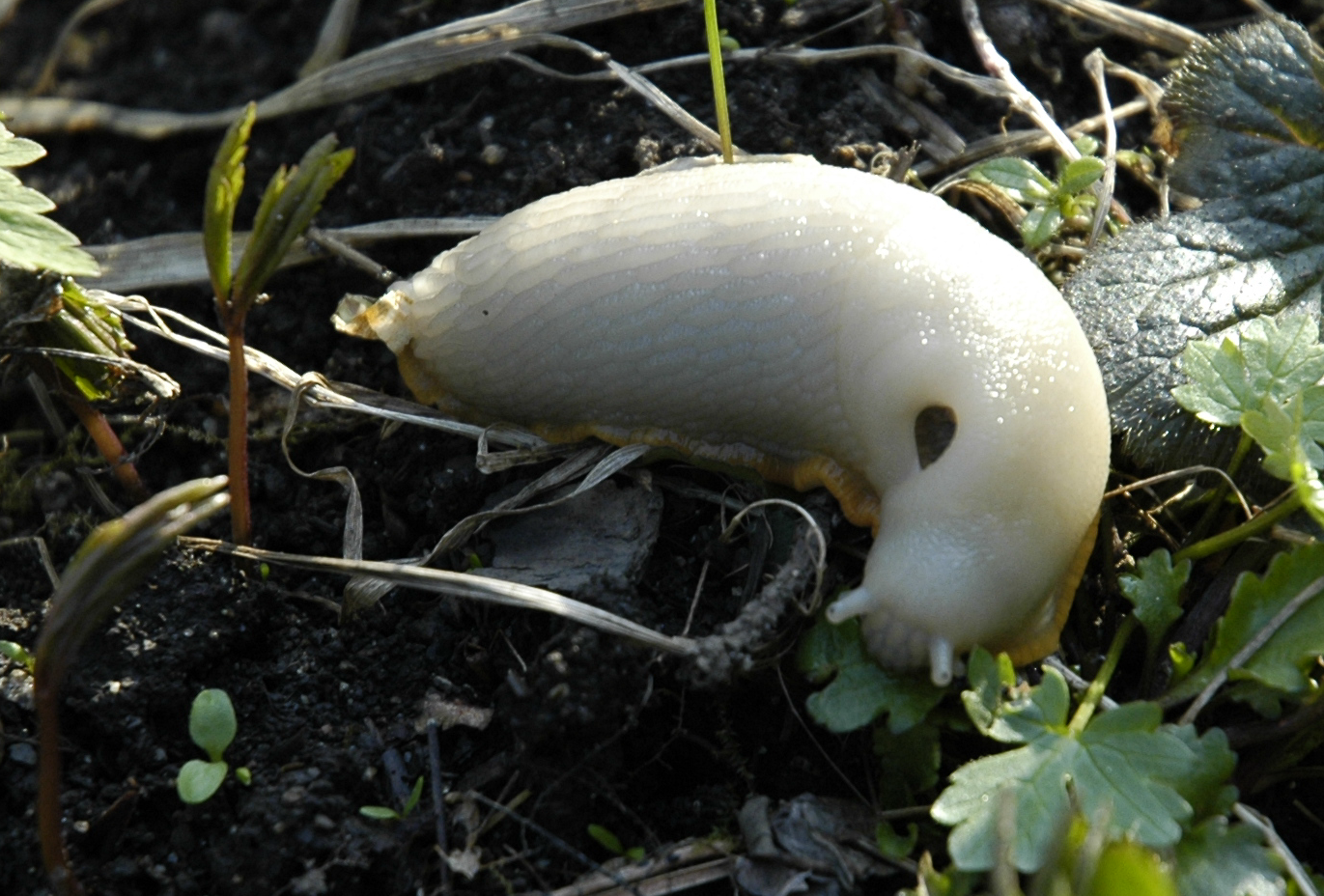
Белая форма